# Abbaye Saint-Sulpice de Bourges
 (mai 2023).
Si vous disposez d'ouvrages ou d'articles de référence ou si vous connaissez des sites web de qualité traitant du thème abordé ici, merci de compléter l'article en donnant les références utiles à sa vérifiabilité et en les liant à la section « Notes et références ».
L’abbaye Saint-Sulpice de Bourges est une ancienne abbaye bénédictine pour hommes édifiée dès le VIIe siècle aux limites occidentales de la ville de Bourges dans le département français du Cher en région Centre-Val de Loire.

## Localisation
L’abbaye était située entre l'Auron et l'Yèvre, bâtie près du port fluvial aménagé sur l'Yèvre, à l'ouest de la ville à l'emplacement actuel de l'Enclos des bénédictins.

## Histoire
L'abbaye aurait été fondée vers 613 par le roi Clotaire II. Au milieu du VIIe siècle, l'évêque de Bourges Sulpice II ayant fait construire une basilique pour accueillir sa sépulture, le monastère voisin voué initialement à la Vierge Marie lui est dédié après sa mort en 647. Située hors les murs de la ville médiévale, l'abbaye sera à l'origine du bourg Saint-Sulpice. 
Au cours du IXe siècle, l'abbaye est dotée de nombreux des droits d'entrée, péages et cens de Bourges qui compte alors un marché hebdomadaire, des foires annuelles, des ponts. L'empereur carolingien Louis le Pieux confirmera ces privilèges accordés par ses prédécesseurs.
La ville se développe autour de cette abbaye qui se place en 1497 sous l'autorité de la congrégation de Chezal-Benoît, puis de celle de Saint-Maur en 1636.
À partir de 1702, les Mauristes relèvent les bâtiments conventuels ruinés par les huguenots en 1562 selon un plan classique. Le grand bâtiment est l'oeuvre de François Verly. En 1741, une partie du dortoir est détruit et refait à neuf. Grange, écuries et vastes greniers sont construits au cours de ce XVIIIe siècle. Mais il ne reste que 11 religieux en 1768 et l’abbaye est fermée à la Révolution.[réf. nécessaire]
De 1858 à 2005, les Petites Sœurs des pauvres y installent une maison pour personnes âgées et depuis, les bâtiments rénovés ont conservé la même destination avec un opérateur privé.
Divers éléments du site datant du XVIIIe siècle, dont le portail monumental de l'enclos des Bénédictins, sont inscrits au titre des monuments historiques dès 1933, puis en 2006.

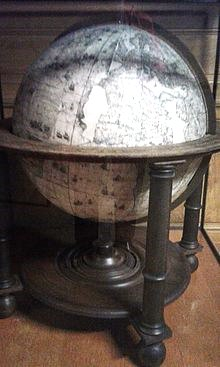
Globe venant de la bibliothèque de l'abbaye

## Description
Des constructions du XVIIIe siècle ne subsistent que le pavillon à 3 étages, attenant au corps de logis des hôtelleries et des infirmeries. Les décors de la façade ouest, la distribution et le décor intérieurs, la porte d'entrée et les jardins témoignent des embellissements apportés à cette époque.[réf. nécessaire]
Le portail monumental de l'enclos est inscrit aux Monuments historiques par arrêté du 8 juillet 1933. Le pavillon et les bâtiments conventuels, dit des infirmeries, les vestiges de l'église ; les façades et toitures du bâtiment des celliers, greniers et  des dépendances  par arrêté du 20 janvier 2006.

## Rayonnement
Jusqu'au XVIIIe siècle, l'abbaye est un centre intellectuel réputé pour la richesse de sa bibliothèque. A la Révolution, ouvrages et objets sont préservés et rassemblés avec ceux de l’abbaye Saint-Pierre de Chezal-Benoît au sein de la bibliothèque municipale classée située depuis 1964 place des Quatre Piliers qui regroupe des manuscrits médiévaux et des incunables imprimés entre 1450 et 1500[réf. souhaitée].